# Dörtendorf
Dörtendorf ist ein Ortsteil der Stadt Zeulenroda-Triebes im Landkreis Greiz. Der Ort wurde am 1. April 1999 nach Triebes eingemeindet, mit dem er seit dem 1. Februar 2006 zur Stadt Zeulenroda-Triebes gehört.

## Lage
Dörtendorf liegt etwa zwei Kilometer nördlich des Zentrums von Triebes. Von Zeulenroda im Südsüdwesten ist es etwa sieben Kilometer und von der Kreisstadt Greiz im Ostsüdosten etwa vierzehn Kilometer in Luftlinie entfernt. Dörtendorf hat etwa 200 Einwohner.
Das Dorf liegt auf einer Anhöhe im Thüringer Schiefergebirge (größte Erhebung: Steinhügel, 401,3 m ü. NN). In seiner Nähe befindet sich die untere Weidatalsperre. Durch Dörtendorf führt die Landstraße 2332.

## Geschichte

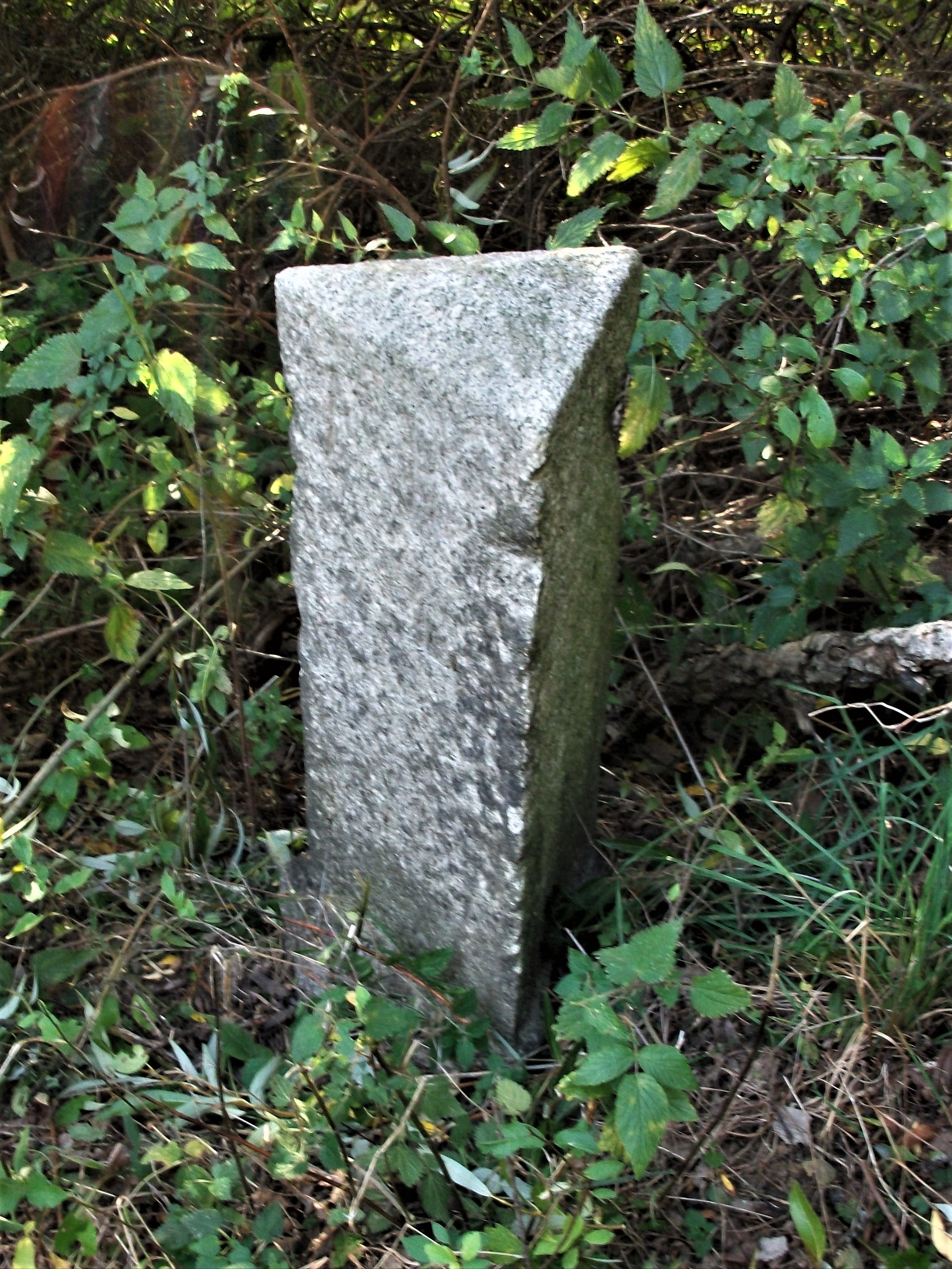
Dreiherrenstein an der Flurgrenze zu Hohenleuben

Die erste urkundliche Erwähnung als Doberenndorf (slaw. dobry = gut) ist im Urkundenbuch der Vögte von Weida zu finden und stammt vom 2. Juni 1293.
Als „Dobertendorf“ erscheint es im Jahr 1356. Der Ort war namensgebend für eine Weidaer Bürgerfamilie. 1397 erscheint urkundlich ein Priester „Johannes Dobertendorf de Wyda“. 1604 wurde Georg Kresse, der Bauerngeneral des Dreißigjährigen Kriegs, in Dörtendorf geboren.

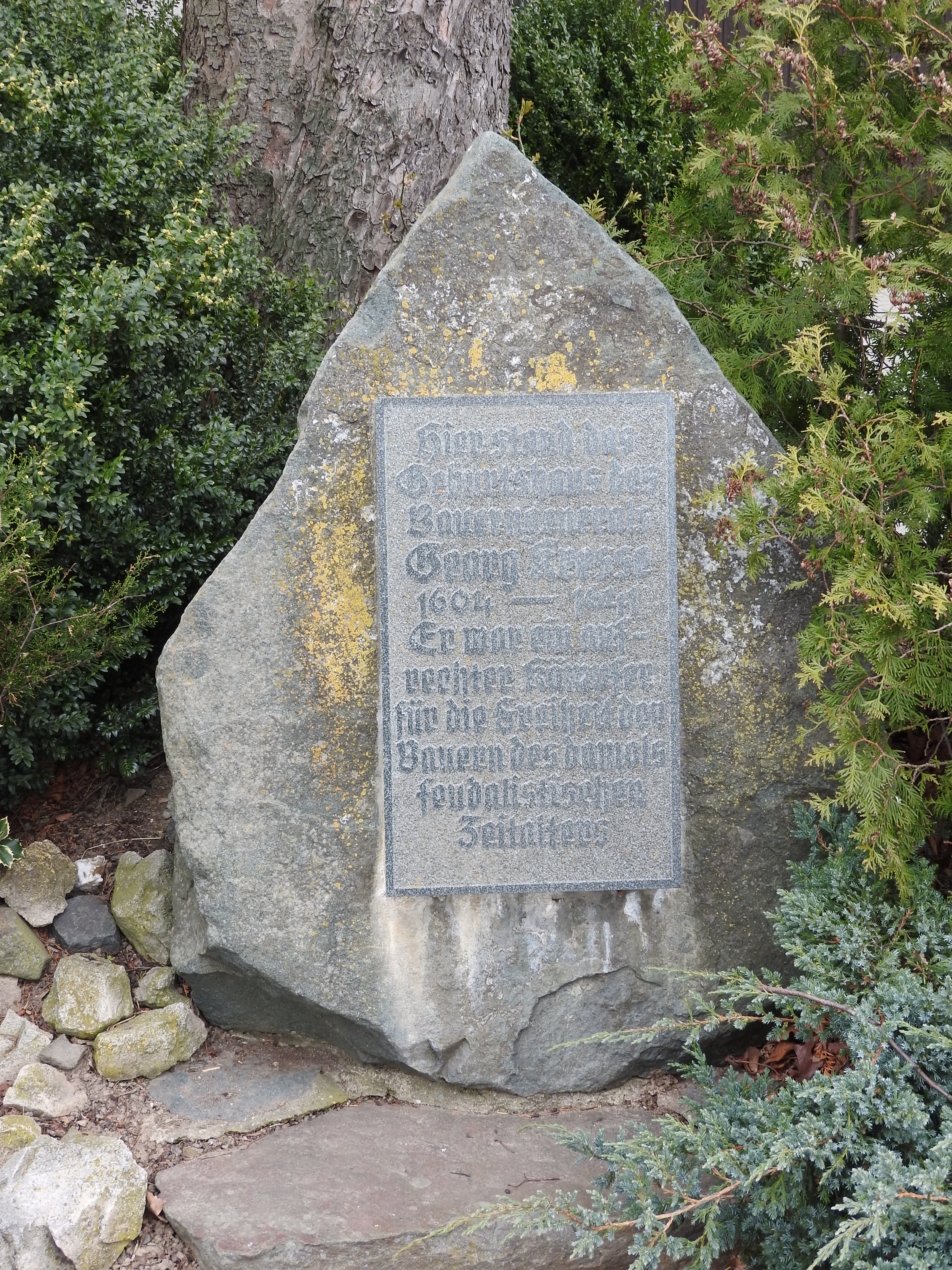
Gedenkstein am Standort des abgegangenen Geburtshauses von Georg Kresse. Die Inschrift lautet: „Hier stand das Geburtshaus des Bauerngenerals Georg Kresse (1604-1641) Er war ein aufrechter Kämpfer für die Freiheit der Bauern des damals feudalistischen Zeitalters“

Dörtendorf gehörte bis 1815 zum Kurfürstentum Sachsen bzw. Königreich Sachsen (Amt Weida im Neustädter Kreis).  Durch den Wiener Kongress wurde der Neustädter Kreis mit Dörtendorf an das Großherzogtum Sachsen-Weimar-Eisenach abgetreten, innerhalb dessen der Ort 1850 dem Verwaltungsbezirk Neustadt/Orla zugewiesen wurde. Nach einem großen Brand im Jahre 1847 wurde Dörtendorf nahezu komplett neu aufgebaut. Mit dem Ende des Ersten Weltkriegs 1918 und der anschließenden Gründung der Weimarer Republik gelangte der Ort in den Hoheitsbereich des im selben Jahr gegründeten Freistaats Sachsen-Weimar-Eisenach. Am 1. Mai 1920 kam es dann zur Gründung des Landes Thüringen, dem Dörtendorf innerhalb des Landkreises Greiz (seit 1922) angegliedert war. Bei der Verwaltungsreform von 1952 in der DDR wurde das Land Thüringen aufgelöst und der Landkreis Greiz aufgeteilt, wodurch Dörtendorf seitdem zum Kreis Zeulenroda im Bezirk Gera gehörte. Seit 1990 lag Dörtendorf im thüringischen Landkreis Zeulenroda, der 1994 im Landkreis Greiz aufging.
Bis 1995 war Dörtendorf Mitglied in der Verwaltungsgemeinschaft Weidatal. Am 1. April 1999 wurde Dörtendorf zu Triebes eingemeindet. Im Zuge der Fusion von Zeulenroda und Triebes wurde Dörtendorf am 1. Februar 2006 Teil der neuen Doppelstadt.
1972 ehrte Dörtendorf seinen Sohn Georg Kresse, genannt der Bauerngeneral, mit einer Gedenktafel. 1995 gestaltete ein Heimatverein die Tafel zu einem Denkmal für Georg Kresse um. Die Tafel wurde an einem Gedenkstein montiert. Aus der Zeit um 1914 ist ein Ortsfoto erhalten, welches auch das Kressehaus zeigt.
Im Steinbruch von Dörtendorf wurde bis vor wenigen Jahren Diabas abgebaut.
Der schwere Anstieg von Göhren-Döhlen nach Dörtendorf ist seit Jahren wichtiger Bestandteil der Internationalen Thüringen-Rundfahrt der Frauen.

### Burgstall „Altes Schloss“
Im Weidatal befindet sich oberhalb der ehemaligen Holzmühle ein wohl mittelalterlicher Burgstall. Er ist als „Altes Schloss“ oder „Großes Schloss“ bekannt. Die Anlage über der Weidaaue gegenüber der Holzmühle ist ein Bergsporn mit Halbkreis-Abschnittswall mit einer Ausdehnung von 20 × 30 m im Burginneren. Vor 1951 hatte es hier keine Ausgrabungen oder Lesefunde gegeben.